# Битва при Навас-де-Толосі (1212)
Битва при Навас-де-Толосі (ісп. Batalla de las Navas de Tolosa) — битва, що відбулася 16 липня 1212 року біля місцевості Навас-де-Толоса, на півдні Іспанії, між військами християн та мусульманськими силами династії Альмохадів. Вважається переломною у ході Реконкісти. Об'єднані війська європейських союзників складались з армій ворогуючих між собою піренейських королівств — Кастилії, Арагону, Наварри і Португалії, а також лицарів чернечих орденів та окремих загонів французьких хрестоносців. Їм протистояли до 20—30 тисяч мавританського війська під командуванням Мухаммеда ан-Насіра, зібраних з усієї Альмохадської держави, переважно з Африки. Союзники напали на ворога зненацька й розбили його вщент, завдавши великих втрат. Перемога християн похитнула режим Альмохадів та дала новий імпульс визволенню Іспанії від мусульманського панування. Інша назва — битва при аль-Укабі (араб. معركة العقاب).

## Передумови
Наприкінці 1190-х роках мусульмани держави Альмохадів почали новий наступ на землі християнських королівств. Особливо від їхніх нападів потерпало королівство Кастилія і Леон. Альмохадам знову вдалося зайняти центральну частину Піренейського півострова. Посилення альмохадів викликало занепокоєння в кастильського короля Альфонсо VIII. Він зміг заручитися підтримкою Папи Римського Іннокентія III, який оголосив хрестовий похід на 1212 рік. Тому на допомогу Кастилії прийшли королі Арагону, Наварри, Португалії, ордени Госпітальєрів, Тамплієрів, Алькантари, Калатрави, Сантьяго, добровільні лицарські загони з Лангедоку, Провансу, Гасконі, Бургундії, Бретані, Нормандії та Ломбардії. Загалом вдалося зібрати величезну на ті часи армію — близько 50 тисяч вояків. Хоча сучасники тих подій значно перебільшували їхню кількість — до 150 тисяч. Однак кастильський король Альфонс VIII у своєму листі до Папи Римського зі звісткою про перемогу сповіщає, що напередодні битви більшість воїнів французького контингенту залишила військо, а володарі інших піренейських феодальних держав привели з собою досить незначні сили.

## Битва
Християнське військо зібралось біля Толедо й 20 червня вирушило в похід. 26 червня авангард підійшов до річки Гвадіани. Брід контролювала мусульманська залога. Спочатку атаку розпочали арагонські та французькі війська на чолі із Педро II Арагонським. Проте мусульманам вдалося відбити атаки. Бої тривали протягом 3-х днів. Не здолавши опір ворога, християни змушені були здійснити обхідний маневр, пройшовши заболочену рівнину за горами Сьєрра-Морена, де стояли головні війська Альмохадів. 15 липня християни вийшли на відкритий простір біля Лас-Наваса (долини) Толоси, а 16 липня відбулася головна битва. Цього разу атаку розпочав граф Дієго Лопес де Аро. Він із завзяттям напав на авангард ворога й розбив його. Після цього основні сили християн вступили в битву.
Вирішальним моментом бою стали дії короля Альфонсо VIII Кастильського, який із резервом армії увірвався до ставки халіфа Мухамеда ан-Насіра, та Санчо VII, короля Наварри, що прорвав щільну охорону ан-Насіра. Халіф не витримав відчайдушного удару християн і втік зі своєю негритянською охороною. Втеча халіфа спричинила загальну паніку та втечу мусульманського війська. У підсумку розпочалося знищення ворога, який уже не чинив опору.
За свідченням учасників подій, мусульман загинуло від 100 до 200 тисяч, а християн — 50 тисяч. За сучасними відомостями, втрати християн були близько 2 тисяч, а мусульман — до 50 тисяч. (Альфонс VIII у листі до Папи з радістю повідомляв, що в битві загинуло «усього двадцять чи тридцять християн у всьому війську»).

## Наслідки
Завдяки нищівному розгрому мусульман Реконкіста значно активізувалася, а володарі християнських королівств остаточно перейшли в наступ. Через декілька років нащадок Альфонсо VIII — король Кастилії Фернандо III Святий — уклав мирний договір з еміром Мурсії Мухаммедом ібн Алі, у якого без підтримки колись потужного напору берберських племен Північної Африки не залишалося іншого вибору, як обрати сюзеренітет Кастилії та відкуповуватися від її могутнього короля щорічною даниною. Держава Альмохадів розпалася на окремі тейпи, що були вже до 1250 року завойовані королями Кастилії, Португалії та Арагону, окрім Гранадського емірату, який став васалом кастильської корони.